# Arkadiusz Regiec
Arkadiusz Jacek Regiec (ur. 27 maja 1977 w Olsztynie) — polski przedsiębiorca, inwestor, założyciel i prezes platformy społecznościowego finansowania udziałowego Beesfund, współzałożyciel i wiceprezes Polskiego Towarzystwa Crowdfundingu. Zaangażowany w rzecznictwo publiczne na rzecz polskiego ustawodawstwa dotyczącego finansowania społecznościowego.

## Życiorys

### Działalność studencka
W czasach licealnych Regiec był działaczem samorządu uczniowskiego oraz założycielem i marszałkiem parlamentu młodzieży województwa olsztyńskiego. Studiując prawo oraz politologię na Uniwersytecie Warszawskim należał do samorządu studenckiego oraz Rady Wydziału. Jednocześnie w czerwcu 2002 założył i prowadził na Uniwersytecie Warszawskim Studencką Spółdzielnię Pracy „Planum”.

### Beesfund
W 2012 roku Arkadiusz Regiec szukał wsparcia finansowego na rozpoczęcie biznesu z kolegą, jednak nikt z grona znajomych nie chciał ryzykować pożyczek rzędu 10 tysięcy złotych, ale najwyżej trzystu. Dzięki kolejnym drobnym datkom Regiec uzbierał potrzebną kwotę, co w rezultacie zainspirowało go do stworzenia mechanizmu zbiórki w zorganizowanej formie. Za wzorzec posłużyła amerykańska platforma finansowania społecznościowego Kickstarter, funkcjonująca wówczas od trzech lat, dzięki której z sukcesem sfinansowano wówczas 32 tysiące projektów za łączną sumę 345 milionów dolarów. Podobny mechanizm Regiec postanowił usytuować w polskiej rzeczywistości prawnej.
31 maja 2012, podczas pierwszej konferencji Polskiego Towarzystwa Crowdfundingu, Regiec ogłosił uruchomienie portalu finansowania społecznościowego z możliwością dodawania projektów udziałowych i nieudziałowych: „Zespół ma świadomość trudności, kontroli i problemów, a mimo to podejmie wyzwanie.”
Regiec zaoferował możliwość zakupu akcji spółek zakładając pierwszą w Polsce platformę finansowania społecznościowego o charakterze udziałowym, dzięki której osoba wpłacająca nie ogranicza się do przekazania wsparcia, ale staje się współwłaścicielem przedsięwzięcia. Celem platformy Beesfund jest uzupełnienie luki kapitałowej, która powoduje, że wiele ciekawych pomysłów biznesowych nie może pozyskać środków na start i rozwój, natomiast przeciętna osoba dysponuje zbyt małym kapitałem, aby inwestować w startupy i dynamicznie rozwijające się spółki. 
Przez pierwsze lata funkcjonowania platformy Beesfund Regiec ewangelizował uczestników polskiego rynku finansowego, przekonując do formuły finansowania społecznościowego. W wywiadach porównuje finansowanie społecznościowe do roju pszczół („bee” po angielsku: pszczoła), w którym pojedynczy owad niewiele zdziała, ale pełny ul potrafi wyprodukować słoik miodu. W czerwcu 2016 mówiąc o emitentach Beesfundu przyznaje: „Nieuczciwością byłoby informowanie, że dokładnie prześwietliliśmy spółki, zwłaszcza na wczesnym etapie rozwoju. Wiadomo, że bardzo wiele z nich poniesie porażkę. Ba! Większość zbankrutuje.”
5 lutego 2019 Beesfund przeprowadziła emisję akcji piłkarskiej spółki Wisła Kraków, która do spłaty zadłużenia potrzebowała 80 milionów złotych — w ciągu jednej doby 9129 inwestorów zebrało na platformie 40 tysięcy akcji (5,115 procent) o łącznej wartości 4 miliony złotych. Równocześnie Regiec zaangażował się także w proces finansowej interwencji dotyczącej kolejnej spółki piłkarskiej Stomil Olsztyn.
W maju 2022 Beesfund przeprowadził kampanię pożyczkową na swoją działalność. Pożyczka ta nie została spłacona, nie regulowane były również odsetki wynikające z umowy. Kontakt z Arkadiuszem Regiec jest niemożliwy, większość pracowników spółki w związku z nie regulowaniem przez nią wynagrodzeń również nie ma już na pokładzie platformy.

### Kolejne inicjatywy
W lipcu 2014 została uruchomiona platforma OdpalProjekt.pl, pierwsza siostrzana inicjatywa Beesfundu, pierwsza w Polsce działająca w opartym na nagrodach modelu elastycznym flexible funding. W lipcu 2017 Beesfund powołała projekt TokenBridge, dotyczący technologii blockchain, w ramach którego pracuje nad stworzeniem mechanizmu tokenizowania akcji, obligacji, funduszy inwestycyjnych typu ETF, oraz przeprowadzania emisji ICO. W czerwcu 2019 Beesfund utworzył spółkę Taon Property, która zarządza osobną platformą crowdfundingu udziałowego w sektorze nieruchomości.
W czerwcu 2019 Regiec ogłosił budowę 5-hektarowego kempingu dla firm nad jeziorem Ukiel w Olsztynie. Budowa miejsca pracy i domu dla twórców ma kosztować 4–10 milionów złotych, a otwarcie ma nastąpić około 2021 roku. Również ten projekt Regieca poległ, oszukane zostało miasto oraz inwestorzy. Sprawa trafiła do sądu. 
W lipcu 2019 Arkadiusz Regiec zapowiedział wystąpienie o licencję na prowadzenie biura maklerskiego, z myślą o emisjach na kwoty rzędu 20-30 milionów złotych, a w perspektywie utworzeniu alternatywnego systemu obrotu, opartego na rozproszonym rejestrze danych w technologii blockchain. 

## Działalność publiczna
Arkadiusz Regiec jest założycielem i wiceprezesem Polskiego Towarzystwa Crowdfundingu, które zajmuje się poszerzaniem wiedzy dotyczącej finansowania społecznościowego.

### Rzecznictwo publiczne
Regiec zainicjował powstanie ruchu na rzecz zmiany ustawy o zbiórkach publicznych. W czerwcu 2017 uczestniczył w pracach podgrupy roboczej ds. crowdfundingu w Komisji Nadzoru Finansowego. Emisja i handel papierami wartościowymi bez procedur wymaganych przez Komisję Nadzoru Finansowego nie mogły się odbywać powyżej limitu 100 tysięcy euro. W lipcu 2018, po wejściu w życie unijnej dyrektywy limit wysokości publicznych ofert poza sektorem bankowym Ministerstwo Finansów zwiększyło do 1 miliona euro. W ramach Konferencji Przedsiębiorstw Finansowych w Polsce – Związku Pracodawców, Regiec uczestniczył wówczas w pracach zespołu roboczego ds. zasad dobrych praktyk platform crowdfundingowych, który wypracował projekt „Zasad dobrych praktyk dla crowdfundingu donacyjnego, pożyczkowego i udziałowego”. 
Regiec postuluje, aby inwestowanie w postaci equity crowdfundingu było dostępne dla każdego obywatela w Polsce. Zdaniem Regieca, przy inwestycjach w innowacyjne spółki kluczowe są ulgi podatkowe, które sprawią, że inwestorzy chętnie poniosą ryzyko inwestycyjne, a impulsem byłyby zapisy w polskim prawie wzorem brytyjskiego, które pozwala na odpisanie nawet 500 tysięcy funtów. Regiec nazwał pomysł rządowym programem „500 –”, sugerując, iż takie rozwiązanie przyczyni się do aktywizacji kapitału prywatnego.
W listopadzie 2017, w świetle ostrzeżenia KNF przed inwestycjami w emisje ICO, Regiec zaapelował do KNF o jak najszybsze utworzenie grupy roboczej do spraw Initial Coin Offerings i przygotował łatwą legislację dla polskich startupów z branży fintech.

## Hobby
W 2016 roku Regiec zaangażował się we współpracę produkcyjną przy produkcji filmu dokumentalnego „Anatomia Startupu” w reżyserii Aleksandra Dembskiego.
Jest ratownikiem Wodnego Ochotniczego Pogotowia Ratunkowego.